# Liste des espèces du genre Eucalyptus

Le genre Eucalyptus comprend environ 760 espèces. Cet article en fait la liste des espèces acceptées par l'Australian Plant Census à la date de février 2019. Plusieurs espèces habitant en dehors de l'Australie, notamment E. orophila, E. urophylla et E. wetarensis sont listées dans la World Checklist of Selected Plant Families.
- Haut – A
- B
- C
- D
- E
- F
- G
- H
- I
- J
- K
- L
- M
- N
- O
- P
- Q
- R
- S
- T
- U
- V
- W
- X
- Y
- Z